# Käringemossarna och Store mosse
Käringemossarna och Store mosse este o arie protejată (arie specială de conservare — SAC, sit de importanță comunitară — SCI) din Suedia întinsă pe o suprafață de 165,3 ha, integral pe uscat.

## Localizare
Centrul sitului Käringemossarna och Store mosse este situat la coordonatele 57°23′09″N 12°13′44″E / 57.3857°N 12.229°E.

## Înființare
Situl Käringemossarna och Store mosse a fost declarat sit de importanță comunitară în noiembrie 2003 pentru a proteja un număr necunoscut de specii din flora spontană și fauna sălbatică aflate în arealul zonei. Situl a fost protejat și ca arie specială de conservare în martie 2011.

## Biodiversitate
Situată în ecoregiunea continentală, aria protejată conține 4 habitate naturale: Mlaștini oligotrofe degradate, capabile încă de regenerare naturală, Mlaștini turboase de tranziție și turbării mișcătoare, Turbării active, Mlaștini împădurite.
La baza desemnării sitului se află un număr nedeclarat de specii protejate.